# Jay Graydon

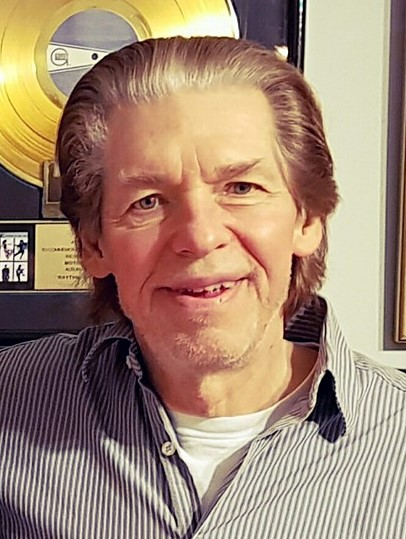
Jay Graydon

Jay Graydon, född 8 oktober 1949 i Burbank, Kalifornien, är en amerikansk kompositör, musiker, gitarrist och musikproducent. Han har spelat med artister och musiker som Al Jarreau, Barbra Streisand, Dolly Parton, Diana Ross, The Jackson Five, Alice Cooper, Cheap Trick, Planet 3, Christopher Cross, Ray Charles, Cher, Joe Cocker, Marvin Gaye, Hall & Oates, Olivia Newton-John, och Albert King. Han är kanske mest känd för sitt gitarrsolo i Steely Dan's "Peg".
För närvarande spelar Graydon i JaR, tillsammans med Randy Goodrum. De har gett ut skivan Scene 29 (2008).